# Мертваго
Мертва́го (Мёртвые) — дворянский род.
Происходит, по родословному преданию, от некого царевича Благодена (Бильгитдина) из Золотой Орды, выехавшего во 2-й половине XIV века на службу в Рязань к великому князю рязанскому Олегу Ивановичу. Его потомки будто бы сохранили титул царевичей, а при Иване IV Васильевиче сироты одного из них были названы детьми Мертвого, после чего и они, и их потомки стали носить фамилию Мертваго.
Род Мертваго внесён в VI часть родословной книги Казанской, Московской, Нижегородской и Самарской губерний.

## Описание герба
Щит разделён горизонтально на две части, из них в верхней в красном поле находится золотой лев, стоящий на трех лапах, а четвёртою правою лапою держит золотой крест. В нижней части, в чёрном поле, изображена серебряная луна рогами вверх обращённая. По сторонам и внизу луны оной видны семь серебряных шестиугольных звезд.
Щит увенчан дворянскими шлемом и короной. Нашлемник — три страусовых пера. Намёт на щите красный и чёрный, подложенный золотом. Щитодержатели — с правой стороны лошадь, а с левой единорог барсового цвета. Герб рода Мертваго внесён в часть 5 Общего гербовника дворянских родов Всероссийской империи.

## Известные представители
- Мертваго Савва Иванович — муромский городовой дворянин (1627).
- Мертваго Григорий Ильин — стольник патриарха Филарета (1627—1629), стряпчий (1636), московский дворянин (1662).
- Мертваго Пётр Степанович — патриарший стольник (1629), московский дворянин (1636—1640).
- Мертваго Степан Васильевич — московский дворянин (1636—1692).
- Мертваго Савва Матвеевич — московский дворянин (1658).
- Мертваго Фёдор Степанович — московский дворянин (1658—1677).
- Мертваго Дмитрий Фёдорович — стряпчий (1668—1676), стольник (1676—1692).
- Мертваго Василий Иванович — московский дворянин (1670—1676).
- Мертваго Анисим Леонтьевич — московский дворянин (1671—1677), стольник (1686).
- Мертваго: Ульян Васильевич, Борис Фёдорович, Иван и Андрей Осиповичи — стряпчие (1682—1692).
- Мертваго: Прокофий и Осип Семёновичи, Максим Васильевич, — московские дворяне (1660—1692).
- Мертваго: Осип Михайлович, Иван Ильин — стольники (1686—1692)[4].
- Мертваго, Дмитрий Борисович (1760—1824), российский государственный деятель, тайный советник, мемуарист.
- Мертваго Александр Петрович (1856—1917) — русский агроном и публицист, ученик и почитатель А. Н. Энгельгардта[5]
- Мертваго Бумак Дмитриевич — голова в большом полку (1576).
- Мертваго Степан Павлович — голова у пеших стрельцов в Астрахани (1621).
- Мертваго Прокофий Семёнович — воевода в Юрьеве-Польском (1669)[6].
- Мертваго Анисим Леонтьевич — ранен в походе против Стеньки Разина (1671).
- Мертваго Михаил Степанович — думный дворянин (1682).